# Nemipterus balinensoides
Nemipterus balinensoides är en fiskart som först beskrevs av Popta, 1918.  Nemipterus balinensoides ingår i släktet Nemipterus och familjen Nemipteridae. Inga underarter finns listade i Catalogue of Life.